# Eric Abetz

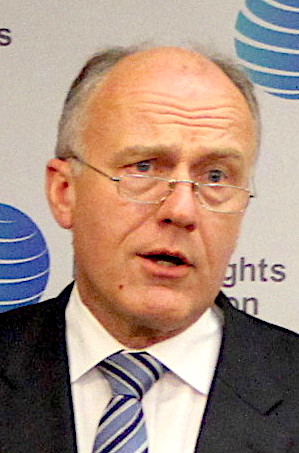
Eric Abetz (2014)

Eric Abetz (* 25. Januar 1958 in Stuttgart) ist ein australischer Politiker. Er gehört der Liberal Party an und war von 1994 bis 2022 für Tasmanien Mitglied des australischen Senats. Er war von 2006 bis 2007 Minister für Fischerei, Forstwirtschaft und Naturschutz, von 2010 bis 2013 Oppositionsführer im Senat und von 2013 bis 2015 Arbeitsminister sowie höchstrangiger Regierungsvertreter im Senat.

## Werdegang
Die Eltern von Abetz wanderten 1961 mit ihren sechs Kindern von Deutschland nach Tasmanien aus, wo der Vater beim Vorläufer von Hydro Tasmania Arbeit gefunden hatte. Abetz studierte nach seiner Schulausbildung an der Universität von Tasmanien in Hobart Kunst und Rechtswissenschaften. Nach dem Abschluss als Bachelor of Arts und Bachelor of Laws ließ er sich in Hobart als Rechtsanwalt nieder.

## Politik
Abetz ist seit 1976 Mitglied der Liberalen, von 1990 bis 1994 war er Vorsitzender des tasmanischen Landesverbandes der Partei. Nach dem Rücktritt von Brian Archer bestimmte ihn das tasmanische Parlament am 22. Februar 1994 zu dessen Nachfolger im australischen Senat. Abetz konnte dieses Mandat bei den Wahlen 1998, 2004, 2010 und 2016 jeweils behaupten.
Premierminister John Howard berief Abetz im Oktober 1998 in seine Regierung, wo als Staatssekretär oder Minister für unterschiedliche Bereiche zuständig war, zuletzt von Januar 2006 bis Dezember 2007 als Nachfolger von Ian Macdonald für Fischerei, Forst und Naturschutz. Nach der verlorenen Parlamentswahl 2007 rückte Abetz an die Spitze der liberalen Senatsfraktion: zunächst noch als Stellvertreter des Vorsitzenden Nick Minchin übernahm er dessen Amt im Mai 2010. Darüber hinaus war Abetz Mitglied des Schattenkabinetts. Während der ersten Amtszeit von Malcolm Turnbull als Parteivorsitzender der Liberalen gehörte er zu einer Gruppe einflussreicher Politiker der Partei, die aus Protest gegen dessen Unterstützung eines Abkommens zum Emissionsrechtehandel zur Reduzierung des Schadstoffausstoßes in die Atmosphäre im September 2009 ihre Posten niederlegten, was maßgeblich zum Sturz Turnbulls im darauffolgenden Monat führte.
Nach der gewonnenen Parlamentswahl 2013 wurde Abetz unter Premierminister Tony Abbott als Arbeitsminister erneut Mitglied des Kabinetts. Seine Führungsposition im Senat behielt er bei, nun als höchster Vertreter der Regierung im Oberhaus. Er galt, neben Kevin Andrews und Mathias Cormann, als wichtigster Unterstützer des Premiers;  der Sydney Morning Herald bezeichnete die drei als „Abbots Prätorianer“. Wenige Tage nach dessen Sturz durch Malcolm Turnbull im September 2015 verlor Abetz sein Ministeramt an Michaelia Cash und wurde zum Hinterbänkler zurückgestuft. Seinen Posten im Senat übernahm George Brandis.

## Positionen
Abetz sieht sich als Liberaler in der Tradition von Robert Menzies. Er ist ein Befürworter der Nutzung der Kernkraft zur Energiegewinnung. Abetz Verhältnis zu Umweltschützern gilt ebenso als notorisch schlecht wie das zu den Gewerkschaften, in einem Artikel des Daily Telegraph vom Sommer 2015 wurde er daher mit der Figur des Montgomery Burns aus der Fernsehserie The Simpsons verglichen. Anstelle von Gewerkschaftern als Vertreter der Arbeitnehmerschaft bevorzugt Abetz den beim Arbeitsministerium angesiedelten staatlichen Fair Work Ombudsman.
Gesellschaftspolitisch vertritt Abetz sehr konservative Werte auf Basis seiner christlichen Einstellung, er kann damit zur religiösen Rechten gezählt werden. Er ist aktives Mitglied der Christian Reformed Church, einer reformierten Kirche, die eine wortwörtliche Auslegung der Bibel vertritt. Abetz lehnt Schwangerschaftsabbrüche ebenso ab wie gleichgeschlechtliche Ehen oder die Gewährung von aktiver Sterbehilfe. Zu seinen langjährigen Unterstützern gehört Lyle Shelton, bis 2018 Geschäftsführer des Interessenverbandes Australian Christian Lobby. Abetz ist Klimawandelleugner: Stand 2016 vertrat er die Auffassung, dass sich die aus einer globalen Erwärmung resultierenden Probleme von alleine regeln würden.

## Familie
Der ältere Bruder von Eric Abetz, Peter, ist ebenfalls Politiker der Liberalen und ehemaliges Mitglied des Unterhauses von Westaustralien. Großvater der beiden war der Forstwissenschaftler und Hochschullehrer Karl Abetz, dessen Bruder, der NS-Diplomat Otto Abetz dementsprechend ein Großonkel; der Großvater mütterlicherseits war ein Cousin von Erwin Rommel. Abetz ist verwitwet, seine Frau Michelle starb Anfang 2019 an Krebs. Er hat drei erwachsene Kinder.